# 犯罪地図

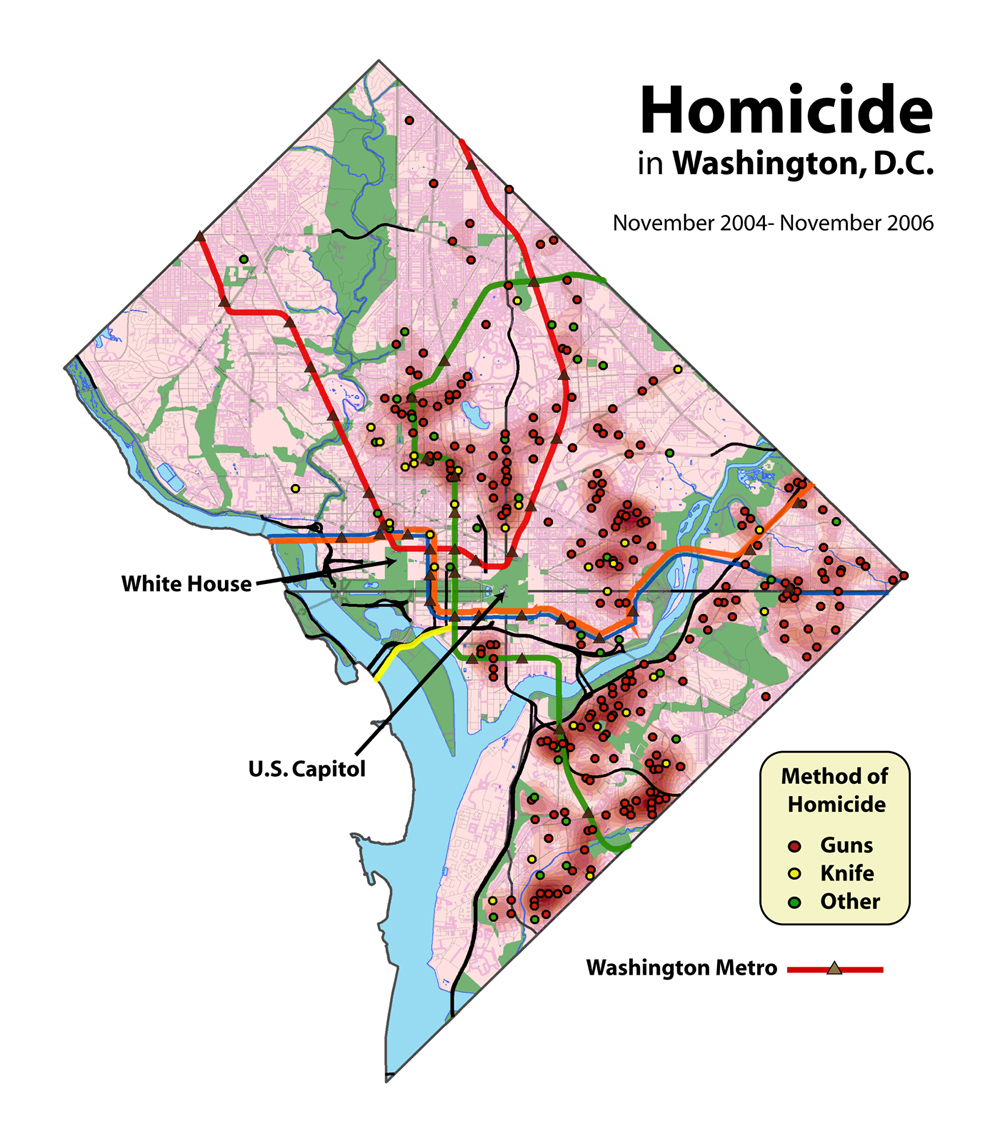
ワシントンD.C.の殺人発生地図

犯罪地図は、主に法執行機関の分析員により作成される、犯罪傾向を示した地図である。コンプスタットによる犯罪分析での活用が知られており、地理情報システム(以下、GIS)を用いて作成することで特定の傾向に沿った犯罪が発生するホットスポットの特定を容易にしている。

## 概要
犯罪調査員はGISを使用して地図上の犯罪発生地域に、質屋や学校の位置、国勢調査のような人口統計を重ねあわせるなどにより、犯罪発生の根本的な原因を理解し法執行機関の問題に対処するための戦略を考案している。
また、GISは緊急時に派遣する警察官の割り当てなど、法執行機関の運営に活用されている。
1979年に発明された日常活動理論や1980年代に考案された環境犯罪学、1986年に発表された合理的選択理論など犯罪行動に地理的要因が影響していることが示されている。近年、犯罪マッピングと犯罪分析には、統計的な厳密さを加え、空間的自己相関や空間的不均一性など、空間データに内在する限界に対処する空間データ分析技術が取り入れられている。空間的なデータ分析は犯罪頻発地域の特定のみならず、犯罪発生要因の特定やその防止策を理解するのに役立っている。
コンピュータによる犯罪地図の研究は、1986年に国立司法研究所がシカゴ市警察による自警団への犯罪地図作成に出資したことに端を発する。
この計画の成功が、国立司法研究所による5都市での麻薬市場分析捜査（略称D-MAP）の端緒となり、犯罪地図がニューヨーク市警察のコンプスタットのような国内外の法執行機関に広まる要因となった。

## 応用事例
犯罪分析家は、犯罪のマッピングや分析を用いて、法執行機関の管理者（警察署長など）がより良い意思決定をしたり、資源を元に戦略を立てたり、戦術的な分析（犯罪予測や地理的プロファイリングなど）を行うことに役立てている。ニューヨーク市では、コンプスタットを用いて同様のことを行っているが、これは短期的なものをより多く扱っている。他にも、情報主導型警察活動、問題志向型警察活動、地域社会型警察活動などの用語を用いた関連したアプローチがある。法執行機関の中には、犯罪分析官が民間人の職に就いているところもあれば、犯罪分析官が宣誓した職員であるところもある。
研究や政策の観点からは、犯罪地図は、投獄や再犯のパターンを理解し、資源やプログラムの目標設定、犯罪予防や犯罪削減プログラム（例：Project Safe Neighborhoods、Weed & Seed、割れ窓理論で提案されているようなもの）の評価、犯罪の原因の理解を深めるために利用されている。
インターネット技術、特にウェブベースの地理情報システム（GIS）技術のブームは、犯罪防止を支援するための犯罪地図の利用に新たな機会をもたらしている。しかし、ウェブベースの犯罪地図では、従来の多くの犯罪地図ソフトウェアに比べて、提供される機能が少ないという研究結果が出ている。結論として、既存のウェブベースの犯罪地図は、パターン分析や予測などの分析機能よりも、コミュニティ・ポリスを支援することに重点が置かれている。
日本では、警視庁が「犯罪情報マップ」と「交通事故発生マップ」を公開している。また、東京都は2016年10月24日に都内の丁目・字単位で詳細な犯罪発生数がわかるウェブサイトである「防犯情報マップ」を公開している。これは、警視庁や東京都がまとめた2014年以降の地図データの情報を利用し、東京都が毎月データを更新しているものである。子供（13歳未満）の交通事故情報や子供への不審な声かけ情報などが掲載されている「子供の安全マップ」や、オレオレ詐欺などの特殊詐欺被害に関する情報が掲載されている「特殊詐欺情報マップ」、粗暴犯や窃盗犯などの犯罪情報が掲載されている「町丁字別犯罪情報マップ」、防犯ボランティア団体の活動情報が掲載されている「防犯団体活動情報マップ」、東京都・区市町村の防犯施策が掲載されている「施策情報マップ」、都内における主要駅の放置自転車の情報が掲載されている「放置自転車情報マップ」がある。

## 関連文献
- Chainey, Spencer, Jerry Ratcliffe (2005). GIS and Crime Mapping. John Wiley & Sons. ISBN 978-0-470-86099-1

### プログラムとプロジェクト
- CrimeView（英語版）
- 統計履歴を活用した犯罪削減（英語版）
- CrimeAnalyst（英語版）
- RAIDS Online（英語版）
- RiskAhead
- ATACRAIDS

### 個人
- アンドレ・ミシェル・ゲリー（英語版）
- マイケル・マルツ（英語版）

### リンク
- RAIDS Online（英語版）
- SpotCrime.com（英語版）
- Trulia, 犯罪地図を備えた米国の不動産サイト
- YourMapper, オープンデータの犯罪地図
- CitySafe, 旅行者と観光客のための犯罪地図

### 一般
- 市民参加型GIS（英語版）